# Koninklijke Harmonie Concordia et Docilitas Herdersem
De Koninklijke Harmonie Concordia et Docilitas Herdersem is een harmonieorkest uit Herdersem, nu deelgemeente van Aalst, dat opgericht werd in 1783.

## Geschiedenis
De oorsprong van de harmonie van Herdersem ligt bij de Gilde van Sint-Antonius Abt, die in 1663 te Herdersem werd opgericht onder de baron van Herdersem Lodewijk de Valdez. Deze vereniging is nog steeds actief. Naast andere doelen en opdrachten die deze gilde verrichtte waren er binnen deze gilde ook een paar bazuinblazers en een trommelaar. Mettertijd werden hieraan nog een aantal andere instrumenten toegevoegd. Zij begeleidden dan ook de kerkzang op alle belangrijke feestdagen. In 1783 was het aantal muzikanten groot genoeg, om een harmonie te vormen, met alle mogelijke muziekinstrumenten uit die tijd. Zo werd dan met steun van Karel Ignatius de la Tour Taxis, baron van Herdersem, in 1783 de muziekmaatschappij opgericht. De eerste bestuursleden zijn met name bekend en verder werd de baron Karel Ignatius de la Tour Taxis ere-voorzitter van de nieuwe vereniging.
Geschiedkundige bronnen van de gemeente verwijzen naar de goederenlijst van de abdij van Lobbes (9e eeuw). Omstreeks 1100 ging het grondgebied over aan de abdij van Affligem, waar in 1787 het eerste vaandel aan de harmonie werd overhandigd (vier jaar na de stichting van de vereniging) met daarop als kenspreuk "Concordia et Docilitas" (Eendracht en Volgzaamheid).
De harmonie bleef ook in moeilijke tijden van haar bestaan standhouden, zelfs onder de Franse omwenteling en het bewind van Napoleon. De vereniging telde toen nog zes muzikanten, maar zestien jaar na de Slag bij Waterloo was de harmonie opnieuw voltallig en nam in 1830 deel aan de blijde intrede van koning Leopold I van België te Brussel.
In die tijd werden ter bevordering van de harmonieën en fanfares in heel wat steden en dorpen in Vlaanderen "prijskampen" gehouden, later muziekwedstrijden en muziekfestivals genoemd.Al in 1836 werd door de harmonie aan een prijskamp te Sint-Gillis-bij-Dendermonde in 1836 deelgenomen. Zij behaalde een eerste prijs en een medaille voor de verst komende. In 1846 werd door de harmonie deelgenomen aan een muziekwedstrijd te Oudenaarde. Daar werd een eerste prijs veroverd.
Na deze tijd werden de prijskampen vervangen door concerten of festivals, met uitloting van geldpremies. Vandaar was het voor de vereniging een belangrijke doelstelling zo veel mogelijk geestelijke en wereldlijke feestelijkheden op te luisteren, zowel binnen als buiten de gemeente. Zo werd deelgenomen aan de jubelfeesten van de H. Livinus te Sint-Lievens-Houtem, van de H. Macharius te Gent, van Onze-Lieve-Vrouw-ter-Druiven te Aalst, de opening van de brug over de Schelde te Berlare, de opening van de spoorlijn Aalst-Antwerpen te Opwijk. In 1887 nam de harmonie aan niet minder dan vijfenveertig muziekfestivals deel en dit in steden als Gent, Oostende, Antwerpen en Brussel. Men wist zich telkens eervol te klasseren.
Op 31 juli 1890 werd aan de vereniging door koning Leopold II van België het predicaat Koninklijk verleend.
Gedurende de beide wereldoorlogen rustte de activiteit zoals bij alle verenigingen in het land. Op 1 mei 1948 nam het harmonieorkest deel aan een internationale wedstrijd te Hillegom in de afdeling uitmuntendheid en behaalde de tweede prijs.
Sedert 1969 heeft de vereniging een volledige vernieuwing doorgemaakt. Alle muzikanten trokken een uniform aan, een meisjestrommelkorps werd opgericht en gekostumeerd. Tijdens de Herdersemkermis in 1969 werd het bij een uitstap gepresenteerd. Het orkest verzorgde nu ook buitenlandse optredens zoals Leverkusen, Fresnes-sur-Escaut, Charleville-Mézières, Courrières en Le Quesnoy.
In 1973 werd een majorettegroep gevormd, die in 1974 te Avelgem Vlaams kampioen werd. In hetzelfde jaar promoveerde de harmonie bij het toernooi te Lebbeke naar de 1e divisie van het Koninklijk Muziekverbond van België en bevestigde dat twee jaar later te Baardegem. In 1983 werd het tweehonderdjarig bestaan van de vereniging 12 maanden lang gevierd.

## Tegenwoordig
Momenteel (2008) bestaat de vereniging 225 jaar en beschikt naast het harmonieorkest (rond 60 muzikanten) nog over een drumband.

## Dirigenten
- 1841-???? Isidoor Van den Haute
- 1929-1941 Alfons Bertin
- 1990-2008 Jos De Brucker
- 2008-2012 Andy Dhondt
- 2012-2018 Bart Leys
- 2018-heden Stijn De Raes